# عين الجمعة (أولاد عزوز)
عين الجمعة هو دُوَّار يقع بجماعة بوسكورة، إقليم النواصر، جهة الدار البيضاء سطات في المملكة المغربية. ينتمي الدوّار لمشيخة أولاد عزوز التي تضم 3 دواوير. يقدر عدد سكانه بـ 806 نسمة حسب الإحصاء الرسمي للسكان والسكنى لسنة 2004.

## روابط خارجية
- البوابة الوطنية للجماعات الترابية نسخة محفوظة 12 مارس 2018 على موقع واي باك مشين.
- المندوبية السامية للتخطيط